# Artenvielfalt

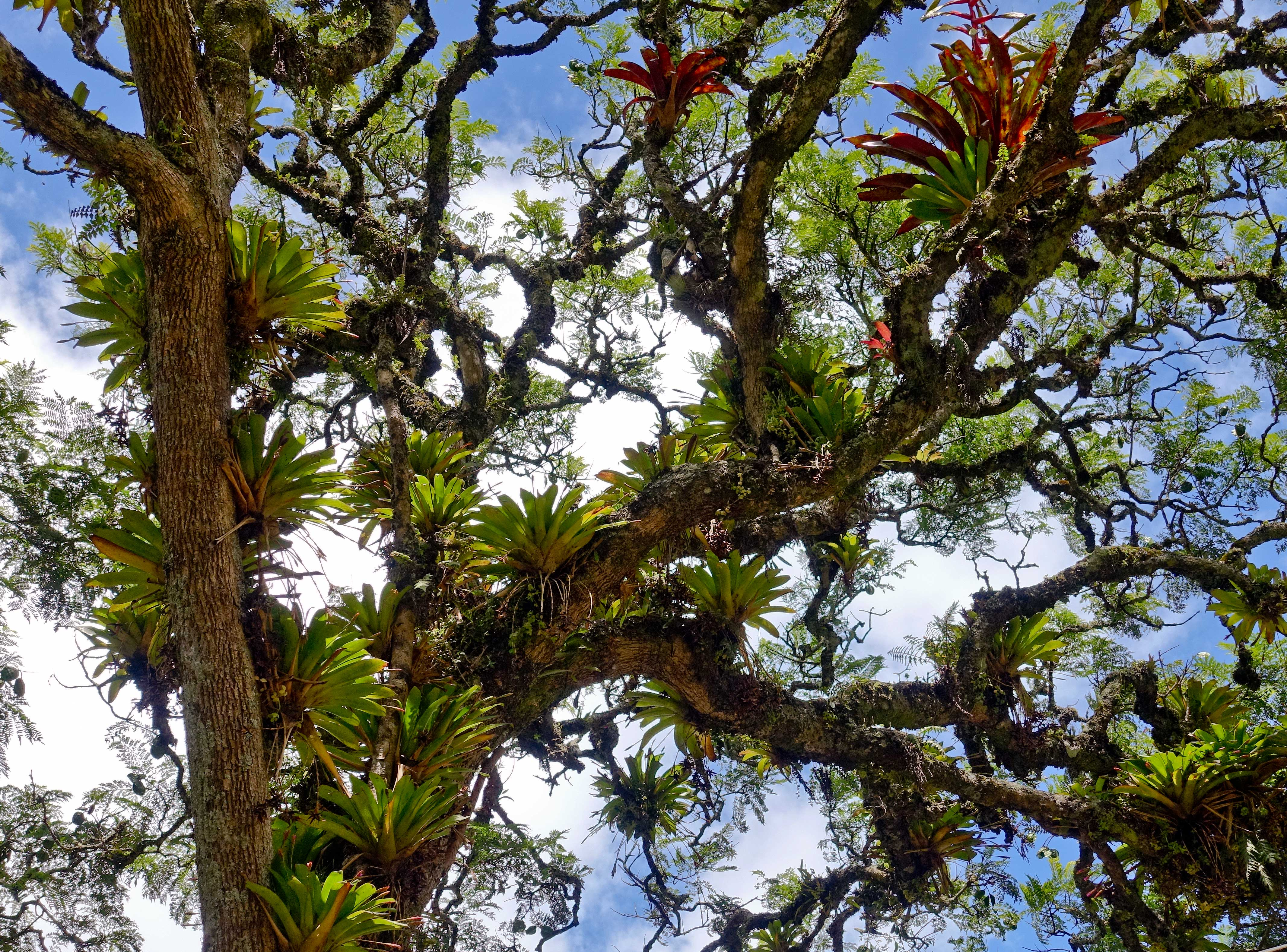
Beispiel für große Artenvielfalt: Bis zu 80 Epiphytenarten können beispielsweise auf einem Beumexemplar im Wolkenwald der Anden vorkommen.

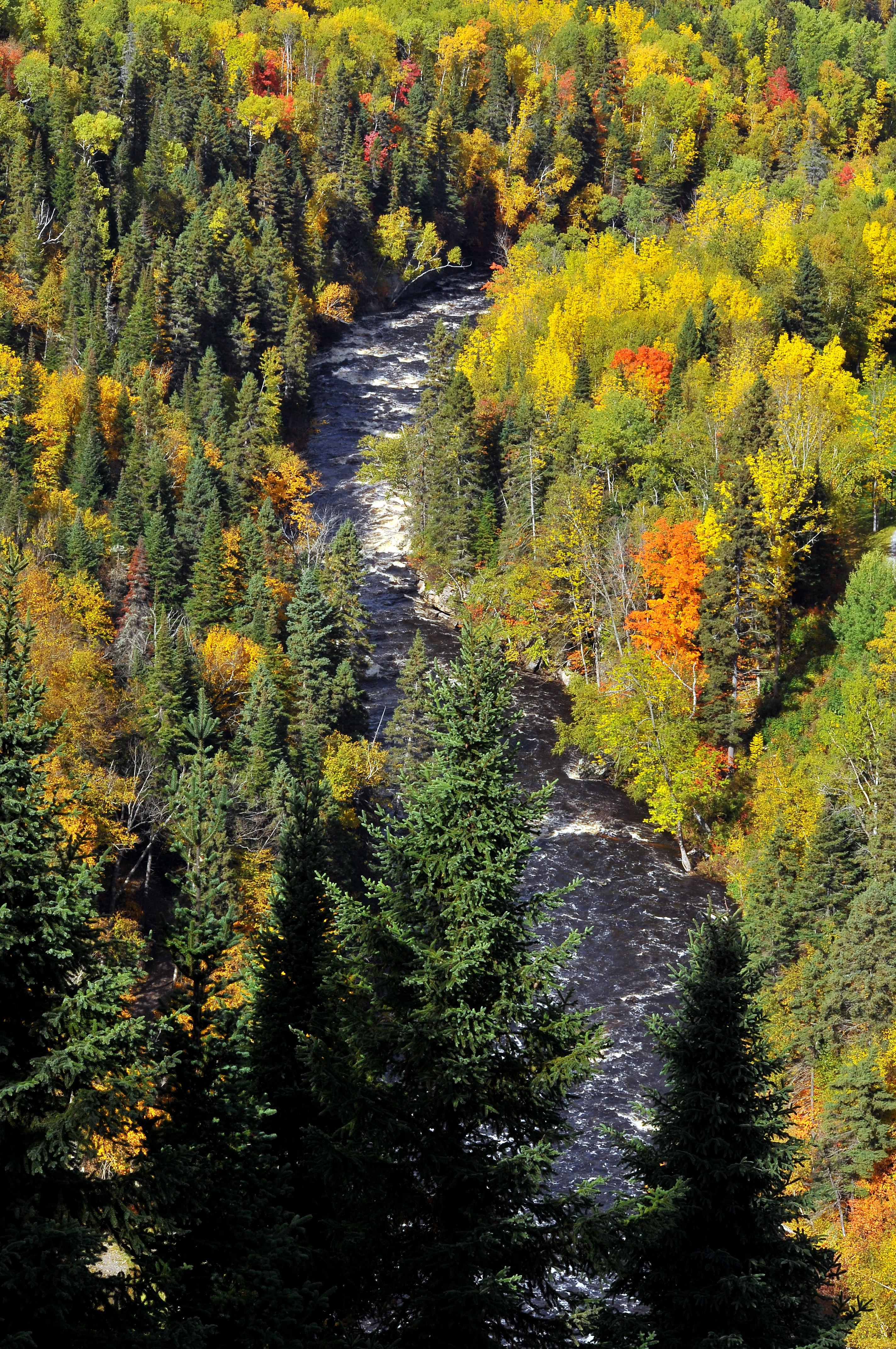
Mischwald am Rivière Saguenay in Kanada

Artenvielfalt – auch Artendiversität genannt – bezeichnet in der Biologie die Anzahl biologischer Arten innerhalb eines bestimmten Lebensraumes (Biotop, Biom oder Ökoregion) oder eines geographisch begrenzten Gebietes (beispielsweise Gebirge, Land, Rasterzelle). Häufig wird sie differenziert nach Flora oder Fauna oder noch konkreter nach den traditionellen biologischen Klassen (etwa Artenvielfalt der Pflanzen, der Insekten, der Fische, der Amphibien, der Reptilien, der Vögel, der Säugetiere usw.). Die Vielfalt der Arten ist ein Teil der Biodiversität und das wesentlichste Maß zu ihrer Charakterisierung.

## Arten-, biologische Vielfalt, Biodiversität
Die „Artenvielfalt“ ist ein Bestandteil der Biodiversität bzw. „biologischen Vielfalt“ - diese umfasst neben der Vielfalt der Arten auch die genetische Vielfalt und die Vielfalt der Ökosysteme; dabei wird allerdings Artenvielfalt häufig synonym zu Biodiversität verwendet: Artenvielfalt kann als anschaulichste Form der Biodiversität betrachtet werden.

## Aktions- und Gedenktage
Seit 1994 ruft die UNESCO jährlich zum „Internationalen Tag der biologischen Vielfalt“ (International Day for Biological Diversity, IDB) auf, zunächst für den 29. Dezember, den Tag, an dem das UN-Übereinkommen über die biologische Vielfalt (Convention on Biological Diversity) 1993 international in Kraft trat, seit 2001 für den 22. Mai, den Tag wiederum, an dem das UN-Übereinkommen am 22. Mai 1992 in Nairobi beschlossen wurde. 2020 stand er international unter dem Motto „Our solutions are in nature“ („Unsere Lösungen liegen in der Natur“), deutschsprachig „Unsere Artenvielfalt, unsere Ernährung, unsere Gesundheit“, womit auf einen direkten Zusammenhang zwischen dem Erhalt der Artenvielfalt sowie der menschlichen Ernährung und der Gesundheit hingewiesen werden sollte. 2021 wurde er als virtuelles Global Biodiversity Festival ausgerufen, bei dem in einem über 72 Stunden dauernden Programm auf die fortschreitenden weltweiten Artensterben hingewiesen wurde.
Seit 1999 wird auch ein von der deutschsprachigen Zeitschrift GEO jährlich für den Juni ausgerufener „Tag der Natur“ begangen, im deutschen Sprachraum wiederum „Internationaler Tag der Biodiversität“ bzw. „Internationaler Tag der Artenvielfalt“.
Im deutschen Bundesland Baden-Württemberg veranstaltet seit 2022 der Landesnaturschutzverband (LNV) einen „Tag der Artenvielfalt in Baden-Württemberg“; für den Mitte Juni 2023 übernahm der dortige Ministerpräsident Winfried Kretschmann die Schirmherrschaft.
Darüber hinaus gibt es Aktivitäten verschiedener Organisationen, die regelmäßig an die Artenvielfalt erinnern oder aktiv dazu aufrufen, die lokale Artenvielfalt zu erfassen, darunter etwa die „Stunde der Garten-“ oder „Stunde der Wintervögel“ des Naturschutzbundes Deutschland (NABU).

## Beschriebene Arten

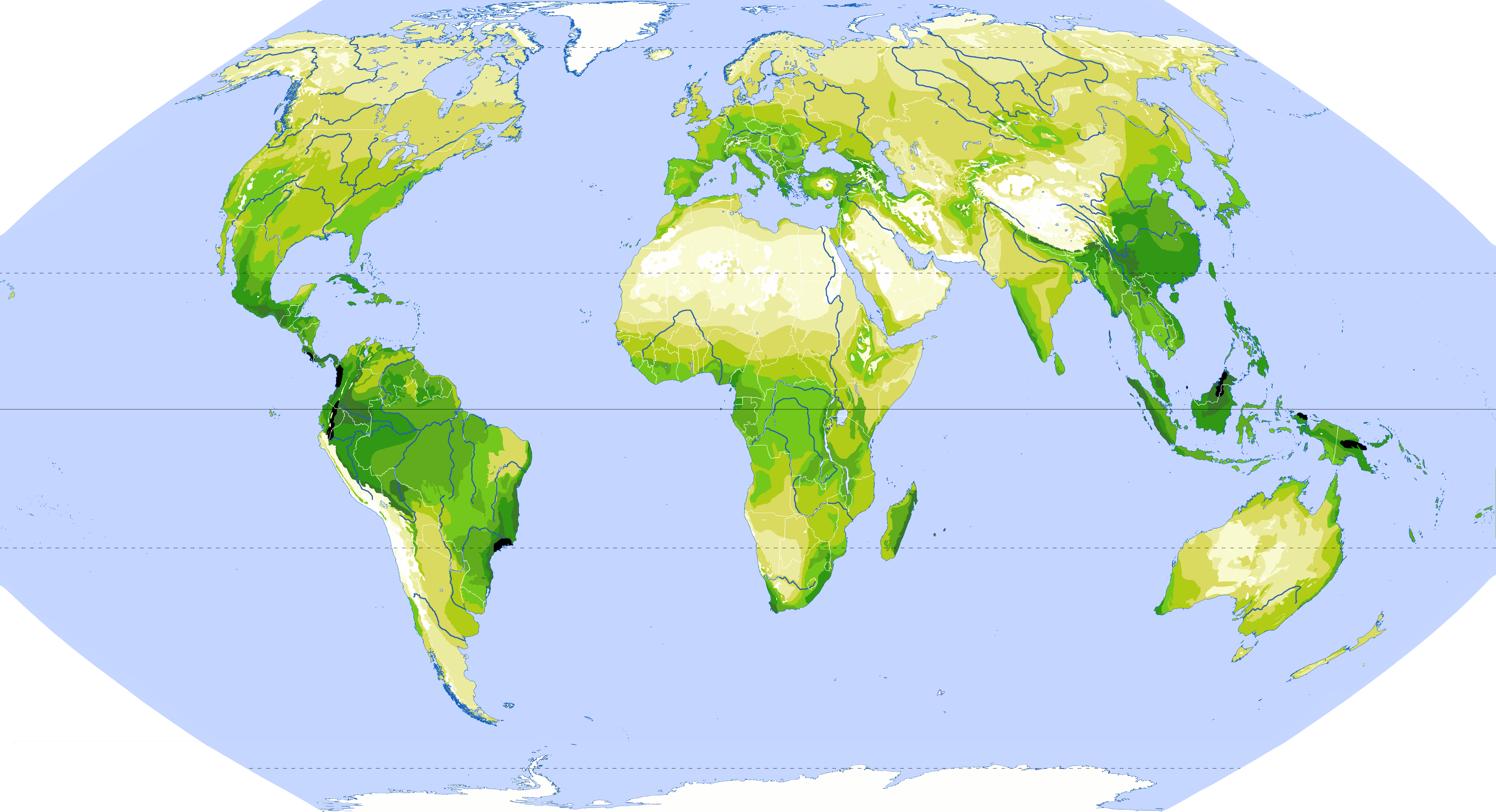
Globale Verteilung der Gefäßpflanzen-Arten, Anzahl der Arten auf je 10.000 km²

Im Global Biodiversity Assessment, im Auftrag der UNEP (United Nations Environment Programme) 1995 erstellt, wurde für die Erde insgesamt eine Zahl von rund 1,75 Millionen beschriebenen Arten angegeben. Diese Zahl ist nur ein Schätzwert. Eine genaue Aufstellung existiert nicht. Beispielsweise 2006 rechnet man mit insgesamt über 2 Millionen beschriebenen Arten. Die genaue Zahl beschriebener Arten anzugeben ist schwer möglich, da
- viele Arten mehrfach beschrieben worden sind und die wissenschaftlichen Synonyme erst im Laufe der Zeit eliminiert werden und
- viele vermeintlich einheitliche Taxa molekulargenetisch in mehrere Arten aufgetrennt werden, aber vielfach noch nicht mit einem wissenschaftlichen Namen belegt sind (sogenannte kryptische Arten). Bei den Prokaryonten beruhen alle modernen Artkonzepte, und damit auch die sehr hohen in jüngerer Zeit genannten Artenzahlen, auf ausschließlich durch Genanalyse unterscheidbaren Formen. Inwieweit auch bei Tier- und Pflanzenarten molekulargenetisch unterscheidbare, aber morphologisch identische Taxa als Arten akzeptiert werden, hängt stark vom jeweiligen wissenschaftlichen Artkonzept ab.

Taxonomen unterscheiden häufig zwischen „nominellen Arten“ (Anzahl der Namen) und „validen Arten“ (Anzahl der realen Einheiten). So sind von den Fischen beispielsweise bei Eschmeyer et al. 2009 mehr als 50.000 nominelle Arten beschrieben; akzeptiert werden davon 2009 gut 31.000 valide Arten (Stand: 2009). Die meisten Synonyme gehen dabei auf die frühen Pioniertage der Taxonomie zurück. Von den seit etwa 1970 neu beschriebenen Arten erwies sich nur ein verschwindender Bruchteil als Synonym.
Beispielsweise sind rund 260.000 Gefäßpflanzenarten (möglicherweise auch 400.000: Govaerts 2001,) rund 50.000 Wirbeltierarten und etwa 1 Million Insektenarten beschrieben (Schätzungen: Nielsen und, Mound: 865.000 Arten). Da die Gefäßpflanzen vergleichsweise viele Arten aufweisen und viel leichter zu erfassen sind als etwa Insekten und weil die globale Verteilung dieser Pflanzen weitgehend denen anderer Taxa entspricht, wird ihre Artenvielfalt gern für die Kartierung der globalen Biodiversität verwendet (siehe Weltkarte).
Aus den Meeren sind zwischen 240.000 und 330.000 Arten bekannt (Schätzungen: 242.000 Arten im Global Biodiversity Assessment, 230.000 Arten nach Bouchet 2006, 318.000 Arten nach Reaka-Kudla 1997). Etwa 51 Prozent aller beschriebenen Arten der Erde sind Insekten und etwa 14 Prozent gehören zu den Gefäßpflanzen. Den Rest von rund 35 Prozent (etwa 700.000 Arten) bilden die übrigen tierischen und pflanzlichen Organismen einschließlich aller Einzeller und aller Wirbeltiere.
Beispielsweise sind 4.500 Prokaryontenarten (Bakterien und Archaebakterien) beschrieben, das heißt, sie haben einen wissenschaftlichen Namen gemäß den Nomenklaturregeln erhalten. Für viele Mikrobiologen erscheint aber fraglich, ob die von der Beschreibung von Pflanzen- und Tierarten abgeleitete Artdefinition auf Prokaryonten anwendbar ist (vgl. physiologisches Artkonzept bei Bakterien). Nach dem phylogenetischen Artkonzept gibt es keine Bakterienarten (Ernst Mayr).
Man kann die Artenzahl auch nach Lebensräumen aufteilen: Von den derzeit beschriebenen rund zwei Millionen Arten leben rund 78 Prozent auf dem Festland, 17 Prozent im Wasser und etwa 5 Prozent (rund 100.000 Arten) leben als Parasiten oder Symbionten in anderen Organismen (die letztgenannte Zahl hängt stark von der Definition von Parasitismus und Symbiose ab). Zur Artenvielfalt der Meere hat das Projekt Census of Marine Life wichtige neue Erkenntnisse erbracht.

## Schätzungen der Gesamt-Artenzahl der Erde

Verteilung der beschriebenen und anerkannten Arten auf die Organismengruppen nach den Schätzungen aus den 1990er Jahren

Die globale Gesamtzahl aller Arten wurde sehr stark unterschiedlich zwischen 3,6 Millionen bis zu 112 Millionen geschätzt. Die Schätzgrößen wurden extrapoliert auf der Basis der Mitte der 1990er Jahre beschriebenen rund 1,75 Millionen Arten. Einen differenzierten Überblick über den damaligen Schätzstand gibt wiederum das Global Biodiversity Assessment von 1995, zu welchem für viele Teilgruppen aktuellere Schätzwerte erarbeitet worden sind. Ein aktuellerer Gesamtüberblick wurde nicht mehr erarbeitet.
Einige weithin zitierte Schätzwerte:
- Im Jahr 1982 publizierte Terry L. Erwin eine Studie über Käferarten, die er auf einer tropischen Baumart (Luehea seemannii) in Panama gefunden hatte. Er fand insgesamt ca. 1.200 Käferarten, von denen er 163 als wirtsspezifisch einschätzte (d. h., sie sollen nur auf L. seemannii leben). Durch Hochrechnen auf die (geschätzt) 50.000 tropischen Baumarten und den Anteil der Käfer an der Gesamtfauna extrapoliert er eine Gesamtsumme von 30 Millionen Arthropodenarten in den tropischen Baumkronen.[22] Die Arbeit von Erwin ist vielfach kritisiert worden. Viele Fachkollegen sind der Ansicht, dass er den Anteil der spezialisierten Arten zu hoch angesetzt hat. Mit demselben Ansatz kommen sie so zu 5 bis 7 Millionen Arten.
- Grassle und Maciolek extrapolierten von der Zahl der bodenlebenden Arten aus Proben, die sie mit einem Greifer vom Tiefseeboden gewonnen hatten, auf die Artenzahl für bodenlebende Makroorganismen (z. B. Mollusken, Polychaeten, Krebstiere) am Meeresboden insgesamt. Sie kamen dabei auf 10 Millionen Arten.[23] Auch ihr Ansatz ist vielfach als überhöht kritisiert worden.
- Hawksworth schätzte im Jahr 1991 die weltweite Zahl der Pilzarten durch Extrapolation der (sehr gut erforschten) britischen Zahlen auf die (meist mangelhaft erforschte) restliche Welt und kam so auf ca. 1,5 Millionen Pilzarten.[24] Hawksworth und Lücking veröffentlichten im Jahr 2017 neue Ergebnisse. Sie schätzten im Jahr 2017 die weltweite Zahl auf 2,2 bis 3,8 Millionen Pilzarten.[25] Tatsächlich beschrieben sind 2017 allerdings weltweit nur ca. 120.000 Pilzarten.
- Stork und Gaston versuchten, die Artenzahl der Insekten aus der relativ gut erforschten Artenzahl der Schmetterlinge (Tagfalter) hochzurechnen. In England leben 67 Tagfalterarten und 22.000 andere Insektenarten. Bei weltweit 15.000 bis 20.000 Tagfaltern ergäben sich ca. 4,9 bis 6,6 Millionen Insektenarten insgesamt.
- Zahlreiche Forscher, unter ihnen z. B. May, machen auf die weithin unbekannte, aber vermutlich sehr hohe Artenzahl der parasitischen Arten aufmerksam.[26] Wenn jede frei lebende Tierart einen spezifischen parasitischen Protozoen und einen Nematoden beherbergen würde, müsste man die Anzahl der anderweitig ermittelten Arten bereits verdreifachen.
- Einer Studie von 2011 zufolge leben 8,7 Millionen Arten von Organismen auf der Erde. Davon leben 6,5 Millionen an Land und 2,2 Millionen in den Ozeanen. Diese Zahlen stammen vom „Census of Marine Life“, dessen Wissenschaftlern mit Hilfe einer neuen Methode der Stammbaumanalyse die genaueste jemals gemachte Schätzung der Artenzahl gelungen sei.[27]

Die Zahl der tatsächlich auf der Erde lebenden Arten ist allen seriösen Schätzungen nach weitaus höher als die Zahl der gegenwärtig beschriebenen. Fast alle Forscher stimmen aber darin überein, dass brauchbare Zahlenwerte zurzeit kaum anzugeben sind. Alle Schätzungen hängen in extremer Weise von den Schätzwerten für die tropischen Regenwälder ab, für die viel zu wenig belastbare Daten vorliegen. Gaston und May machen zum Beispiel darauf aufmerksam, dass in allen „Entwicklungsländern“ der Erde zusammen nur etwa 6 % der Taxonomen arbeiten. Gleichzeitig werden auch in den reichen Nationen die Stellen für Taxonomen gestrichen, so dass, nur halb ironisch, manche den Taxonomen selbst zur bedrohten Spezies ausgerufen haben. Außerdem behindern gut gemeinte Regelungen über die Eigentumsrechte an Arten infolge der Biodiversitätskonvention die Erforschung, weil manche Staaten auch bisher unbekannte Arten als ihr Eigentum ansehen und die Erforschung behindern. Für manche Tiergruppen existieren ernst zu nehmende Hinweise darauf, dass manche Schätzwerte unter Umständen weit überhöht sein könnten. Lambshead und Boucher vermuten etwa, dass die Zahl der marinen Nematoden, die zeitweise auf über 10 Millionen Arten geschätzt worden ist (man findet sogar vereinzelt Angaben von 100 Millionen), viel niedriger liegt (unter einer Million, eventuell deutlich darunter). Tatsächlich beschrieben sind (im Jahr 2001) 26.646 Arten.
Die nach den Insekten vermuteten nächstgrößten Gruppen bezüglich Artenzahlen sind die Pilze, die Algen und vielleicht die Fadenwürmer und Spinnentiere. Die Wirbeltiere mit rund 78 500 Arten fallen bei der Gesamt-Artenzahl kaum ins Gewicht. Mehr als 30 000 Arten von Wirbeltieren sind Knochenfische, etwa 6650 Arten Säugetiere, rund 11 000 Arten Vögel. Pro Jahr werden dabei ca. 3 Vogelarten neu beschrieben. Obwohl auch heute noch gelegentlich große Säugetierarten beschrieben werden (so noch 1991 eine Walart und 1993 mit dem Vu-Quang-Rind ein Großsäuger), sind wesentliche Neuentdeckungen hier kaum noch zu erwarten. Durch die Anwendung der Molekulargenetik wurden zahlreiche Arten neu definiert, z. B. wurde die Art Orang-Utan 2001 in zwei Arten, 2017 in drei Arten aufgespalten.
Heute geht man eher von Gesamt-Artenzahlen auf der Erde von rund 5 (bis vielleicht 20) Millionen Arten aus. Unter den renommiertesten Fachwissenschaftlern hat Nigel Stork eine Schätzung von 5 bis 15 Millionen vorgelegt. Robert May schätzt – mit vielen Vorbehalten – es seien möglicherweise bis zu 20 Millionen. Eine zentrale Datenbank für alle systematisierten Arten existiert bislang nicht. Die Gesamtzahl hängt auch sehr stark davon ab, was in den jeweiligen Organismengruppen als eine Art angesehen wird und hängt vom jeweiligen Artkonzept ab. Pro Jahr werden rund 12.000 bis 25.000 Arten neu beschrieben (der langjährige Durchschnitt liegt knapp über 13.000), viele von ihnen erweisen sich später häufig als Synonyme für schon beschriebene Arten. Insofern unterscheidet man auch zwischen sogenannten „nominellen Arten“ und „validen Arten“. Die letzteren sind die jeweils nach kritischer Überprüfung durch entsprechende Spezialisten akzeptierten „guten Arten“. Vielfach wird die Arttrennung heute mittels molekulargenetischer Untersuchungen vorgenommen oder zumindest durch sie ergänzt.
Ein eigenes Problem ist die Zahl der „Arten“ bei Prokaryonten. Die üblichen mikrobiologischen Methoden sind hier wertlos, da nach überschlägigen Untersuchungen sich weniger als 1 % der in natürlichen Proben (nach dem Genom) festgestellten Bakterienarten in den üblichen Nährmedien kultivieren und vermehren ließ. Durch eine Artendefinition, die Stämme mit einer genetischen Ähnlichkeit (nach dem Rekombinationsgrad) von kleiner 70 % als Arten definiert, und Hochrechnungen aus Bodenproben analog den oben genannten Beispielen, kam Dykhuizen 2005 auf eine Milliarde Bakterienarten. Diese Zahl sollte vielleicht eher als das Ausmaß unseres Nichtwissens verstanden werden.

## Artenvielfalt in verschiedenen Ländern

### Deutschland
Vom Gebiet der Bundesrepublik Deutschland sind 2007 4.105 höhere Pflanzenarten (Gefäßpflanzen) bekannt. Nach einer Abschätzung von Völkl und Blick 2004 sind 44.787 vielzellige Tierarten dokumentiert. Davon sind 38.370 Arthropodenarten, unter denen die Insekten mit 33.305 Arten den größten Teil stellen. Aus Deutschland sind insgesamt nur 706 Wirbeltierarten belegt. Im internationalen Vergleich gilt die Flora und Fauna Deutschlands als sehr gut bekannt. Trotzdem werden auch in Deutschland nach wie vor jedes Jahr Arten neu gefunden oder sogar neu beschrieben.
Beispielsweise 2011 nimmt die Artenvielfalt in Deutschland besonders in den ackerbaulich genutzten Regionen wie z. B. Nordwestdeutschland im Zuge der Intensivierung der Landwirtschaft stark ab. Dies wird besonders an den Vögeln der Feldflur wie Rebhuhn, Feldlerche und Grauammer deutlich. Forscher der Zoologischen Staatssammlung München fanden 2020 auf einer ökologisch bewirtschafteten landwirtschaftlichen Fläche die 2,6-fache Menge an Biomasse, im Vergleich zu einer konventionell bewirtschafteten.

### Schweiz
Die Gesamtzahl der Arten in der Schweiz wurde 2011 auf ca. 60.000 geschätzt. Eine Untersuchung 2011 im Zoo von Basel ergab auf dessen Gelände über 3.100 direkt bestimmbare Arten, mit den nicht direkt bestimmbaren wurde ihre Anzahl dort auf 5.500 geschätzt. Allerdings nimmt die Artenvielfalt in der Schweiz, trotz den Anstrengungen der letzten Jahrzehnte, ab. Die Schutzmaßnahmen konnten mit den anhaltenden oder gar weiter zunehmenden Bedrohungen nicht Schritt halten.

## Artenbedrohung und Artensterben
Nach der International Union for Conservation of Nature and Natural Resources (IUCN) galten 2007 rund 12 % der Arten der Vögel, 20 % der Säugetiere, 29 % der Amphibien und 33 % der Nacktsamer unter den Pflanzen als bedroht. Diese vier Gruppen sind zugleich die einzigen, deren Bedrohungsstatus auf der Evaluierung aller oder zumindest der meisten Arten beruht. Von den übrigen Gruppen (z. B. Fischen, Insekten, Bedecktsamer) ist nur ein relativ geringer Prozentsatz weltweit evaluiert worden, so dass sich die gefundenen Bedrohungszahlen statistisch nicht auf die Gesamtgruppe hochrechnen lassen. Zum Beispiel sind nur 1255 relativ auffällige Insekten-Arten von den insgesamt rund 1 Million beschriebenen (und zahlreichen unbeschriebenen) Insekten-Arten überprüft worden, so dass über den Bedrohungsstatus der Insekten als Gesamtheit aller Arten keine realistische Aussage machbar ist.
Der „Living Planet Index“ des WorldWildlifeFund (WWF) konstatierte 2014, dass die Artenvielfalt auf der Erde zwischen 1970 und 2010 um 52 Prozent gesunken ist. Lateinamerika erleidet mit durchschnittlich 83 Prozent den stärksten Verlust. Die Populationen der an Land lebenden Arten verkleinerten sich um 39 Prozent, Süßwasser-Arten um 76 Prozent und Arten in den Meeren um 39 Prozent.
Vielfach wird das rezente Artensterben mit den großen Massenaussterben der Vergangenheit verglichen. Paläontologen unterscheiden traditionell während der vergangenen 600 Millionen Jahren fünf (teilweise auch mehr) große Artensterben, die laut neueren Erkenntnissen nach geologischen Maßstäben sehr rasch verliefen und teilweise innerhalb von wenigen 10.000 Jahren erfolgten. Diese biologischen Krisen wurden mitunter vorher und nachher von kleineren Aussterbe-Ereignissen flankiert und stellen nur die auffälligsten Auslenkungen der stets schwankenden Artenzahlen dar. Eine Schwierigkeit bei der Analyse ist dabei, dass die jeweilige Fossillage kein 1:1-Abbild der ehemaligen Artenvielfalt und des Artensterbens ist, sondern nur Informationen über die unter den jeweiligen Bedingungen fossilisierbaren ehemaligen Arten liefert. Weitere Probleme, die einen Vergleich mit der heutigen Situation schwierig machen, sind z. B. die vielfach merkmalsarmen fossilen Überreste, die es häufig nicht ermöglichen, wirklich einzelne Arten im biologischen Sinne definieren zu können; häufig entsprechen die Beschreibungen eher ganzen Gattungen oder noch höheren systematischen Einheiten. Der bedeutsamste Unterschied früherer Massensterben zur derzeitigen Situation ist aber der, dass das rezente Aussterben durch eine einzige biologische Art, nämlich den Menschen mit seinen Aktivitäten und seinem Raum- und Ressourcenanspruch verursacht wird, während frühere Ursachen wohl überwiegend geologische oder atmosphärisch-kosmische Ursachen hatten.

## Ursachen des rezenten Artensterbens
2019 wurde von der Intergovernmental Platform on Biodiversity and Ecosystem Services (IPBES) ein Bericht zur globalen Artenvielfalt veröffentlicht, in dem auf das gegenwärtige Massenaussterben hingewiesen wird.

„Die Tatsache, dass der Wert der Ökosysteme und der Biodiversität bisher ökonomisch nicht wahrgenommen wird, ist eine entscheidende Ursache der alarmierenden Zerstörung der Natur.“

Ökologische Werte finden bisher kaum Eingang in volks- oder betriebswirtschaftliche Rechnungen (siehe Ökologischer Fußabdruck).
Als wesentliche Ursachen des heutigen Artensterbens gelten:
- Die Zerstörung natürlicher Lebensräume: Nach den Erkenntnissen der ökologischen Forschung hängt der Artenreichtum eines Lebensraums direkt von seiner Fläche ab. Wird ein Lebensraum durch menschliche Aktivitäten, beispielsweise durch Waldrodung, verkleinert, verliert er einen Teil seines Artenbestands. Wie viele und welche Arten aussterben, ist im Einzelnen schwer vorherzusagen (Beziehung über sogenannte Arten-Areal-Kurven, die zwischen verschiedenen Habitaten unterschiedlich sind). Vorhersagen des heutigen Artensterbens beruhen kaum jemals auf dem direkten Nachweis des Aussterbens einzelner bekannter Arten, sondern sind im Wesentlichen aus diesem Zusammenhang abgeleitet.
- Übernutzung, z. B. Überfischung, Überweidung und unkontrolliertes Bejagen oder Sammeln: durch Übernutzung degradieren Ökosysteme. Wie stark sich Ökosysteme, die weithin als natürlich gelten, bereits verändert haben, zeigt zum Beispiel Jackson am Beispiel der atlantischen Küstengewässer.[47]
- Verschmutzung: Während der letzten 4 Jahrzehnte hat sich z. B. der weltweite Pestizidverbrauch auf 2,5 Millionen Tonnen jährlich verdreifacht, 50.000 verschiedene Chemikalien sind im Einsatz. Rückstände dieser und anderer Chemikalien finden sich in natürlichen Ökosystemen.[48] Auswirkungen auf natürliche Lebensgemeinschaften sind schwer abschätzbar.
- Klimaveränderung: Veränderungen von Artarealen infolge klimatischer Veränderungen sind im Prinzip ein natürlicher Vorgang. Bedrohlich am menschengemachten Klimawandel ist zum einen das (in natürlichen Zeiträumen betrachtete) extreme Tempo der Veränderung, das die Anpassungsfähigkeit vieler Arten überfordern könnte. Außerdem sind fatale Wechselwirkungen zwischen Klimaveränderungen und Habitatzerstörung anzunehmen. Mögliche Refugialräume stehen aufgrund menschlicher Nutzungen nicht zur Verfügung, oder sind durch Biotopzerschneidung nicht erreichbar. Außerdem passt das Netz der ausgewiesenen Schutzgebiete möglicherweise nicht mehr zu den veränderten Arealen der Arten.
- Die Verdrängung einheimischer durch invasive Arten: Artenverluste durch eingeschleppte Arten haben in großem Umfang vor allem Inselökosysteme verwüstet. Pimm u. a.[49] weisen in einem klassischen Artikel zum Beispiel auf den Verlust von Vogelarten der polynesischen Inseln durch die einwandernden Polynesier und die mit ihnen eingeschleppten Ratten hin: Ein Verlust von etwa 2.000 Vogelarten (etwa 15 % der Weltfauna) ist anzunehmen. Lokal kann durch Neobiota die Artenvielfalt sogar ansteigen. So beobachtet man in Mitteleuropa und auch in der Nordsee das Eindringen zahlreicher wärmeliebender Arten, die sich infolge von Klimaänderung zunehmend etablieren. Im östlichen Mittelmeer steigen die Artenzahlen durch Einwanderung aus dem Roten Meer über den Suezkanal beständig an, was durch die Erwärmung des Mittelmeerwassers verstärkt wird. Diese Phänomene sind die Folge globaler Vermischungen bislang getrennter Faunen und Floren und führen weltweit zur Homogenisierung und damit Verarmung.
- Aussterben durch eingeschleppte Pathogene. In den letzten Jahren wird diskutiert, dass ein weltweit zu beobachtendes Aussterben zahlreicher Amphibienarten unter anderem auf einen mit Krallenfröschen aus Afrika weltweit verschleppten Krankheitserreger, die Chytridiomykose, zurückgeht. Weitere bekannte Fälle betreffen nordamerikanische und eurasische Baumarten. Generell ist über diesen Faktor wenig bekannt.

Lokal und regional kann die Artenvielfalt derzeit durchaus zunehmen; dies ist kein Gegensatz zum Artensterben auf globaler Ebene und bedeutet nicht, dass das weltweite Artensterben zum Stillstand gekommen sei. Zahlreiche Wildpopulationen auf der Erde und in den Gewässern sind auf kleine und kleinste Populationsgrößen geschrumpft und unterliegen daher einer verstärkten Gefahr des Aussterbens.

## Artenvielfalt, Stabilität und Störungen
Um die Bedeutung der Artenvielfalt zu illustrieren, werden unterschiedliche Anschauungsmodelle propagiert, darunter die folgenden:
- Nieten-Hypothese: Jede Niete eines Flugzeugrumpfs trägt zum Zusammenhalten bei und verhindert damit ein Abstürzen des Flugzeuges: Jede Art ist zum Aufrechterhalten eines Ökosystems mehr oder weniger wichtig.[51]
- Passagier-Hypothese: Kein Fluggast ist für die Flugfähigkeit des Flugzeuges vonnöten, dafür umso mehr die Crew: es kommt demnach nur auf wenige Schlüsselarten an.[52]

Die Bedeutung der Artenvielfalt für die Stabilität von Ökosystemen ist in der ökologischen Wissenschaft ein Thema, das seit mehr als 80 Jahren kontrovers diskutiert wird, die sogenannte „Diversitäts-Stabilitäts“-Kontroverse (Übersicht in Bezug auf moderne Anwendungen z. B.). Zur Klärung der Sachlage hat beigetragen, dass der Begriff „Stabilität“ schärfer definiert wurde (Grimm und Wissel fanden in einer Literaturstudie 163 verschiedene Definitionen von Stabilität, die sich auf 70 Konzepte bezogen.) Heute wird (nach Pimm 1984) meist unterschieden: Persistenz (man beobachtet wenig Veränderungen bei Beobachtungen über lange Zeit), Resilienz (Das System kehrt nach Störungen wieder in seinen Ausgangszustand zurück), Resistenz (Das System bleibt bei Störungen lange unverändert). Forschungsergebnisse deuten darauf hin, dass die zeitliche Stabilität (also die Persistenz) mit höherer Artenzahl ansteigt. Ob das auch nach Störungen gilt (also Resilienz) ist umstritten. Möglicherweise ist die Artenvielfalt für die Resilienz eines bestimmten Ökosystems nur von geringer Bedeutung oder sinkt sogar ab, dies könnte sich aber auf höherer Ebene umkehren.
Nach der Intermediate Disturbance Hypothesis (IDH) von Joseph H. Connell (University of California) reagieren manche Ökosysteme auf leichte, regelmäßige Störungen (z. B. Brände, Stürme, Überschwemmungen) mit einer wachsenden Artenvielfalt. Von bestimmten Arten besetzte Gebiete werden frei, da sie aufgrund der Störung verschwinden. Dieser Raum kann von anderen (unter Umständen noch nicht anwesenden) Arten (u. a. sog. Pionierarten) neu besetzt werden. Als Resultat steigt die Artenzahl und somit die Artenvielfalt. Dieses Prinzip der mittleren Störungshäufigkeit gilt jedoch nicht uneingeschränkt für jedes System, das heißt: Nicht in jedem System steigt die Artenvielfalt aufgrund von Störung, sondern kann sich auch gegenteilig verhalten. Das heute von den meisten Ökologen akzeptierte Modell zum Zusammenhang von Artenvielfalt und Störungen ist das „dynamische Gleichgewichtsmodell“. Danach steigt in hochproduktiven Ökosystemen die Artenzahl mit zunehmender Störung (v. a. weil sie dem Konkurrenzausschluss entgegenwirkt). In wenig produktiven Systemen sinkt sie hingegen ab (weil die langsam wachsenden Arten sensibler reagieren). In höchstproduktiven Systemen (wie überdüngten Seen) ist die Artenvielfalt sogar bei hohem Störungsniveau minimal (das so genannte „Anreicherungsparadoxon“).

## Programme und Instrumente zum Erhalt der Artenvielfalt
In der Vergangenheit konnten einige Arten durch Zoos und Wiederaufzuchtprogramme erhalten werden. Erfolgreiche Beispiele des 20. Jahrhunderts sind der europäische Wisent, der Davidshirsch, das Przewalski-Pferd und seit 2003 auch der Baumhummer.
Jedoch können Rettungsversuche zur Erhaltung von Arten außerhalb ihres natürlichen Lebensraumes (z. B. in Zoos und Botanischen Gärten oder Samenbanken) nicht alle Arten retten, da sich viele Tiere in Gefangenschaft nicht fortpflanzen und Kapazitäten zur Aufnahme weiterer Arten kaum vorhanden sind. Auch die Wiederansiedlung/Auswilderung ist aufwendig. Dagegen stellt die Ausweisung von Schutzgebieten (z. B. Naturschutzgebiete) eine gute Lösung dar (u. a. mit Hilfe des modernen Instruments der Gap-Analyse), wobei diese dann am erfolgreichsten sind, wenn alle Interessengruppen integriert werden können.
Ein Instrument für Naturschutzmaßnahmen und zum schonenden Umgang mit natürlichen Ressourcen in ärmeren Ländern ist die Global Environment Facility (GEF), in die die Industrieländer einzahlen. Auch das wirtschaftlich tragfähige nachhaltige Nutzen sichert Natur. So legt z. B. das Forest Stewardship Council (FSC) Kriterien für eine umweltverträgliche Waldnutzung fest, nach denen bereits 150.000 km² Wald in fast 30 Ländern ausgewiesen wurden. Bedingung für den weiteren Erfolg ist die Akzeptanz des Verbrauchers für zertifizierte (und eventuell teurere) Holzprodukte.
Seit 1973 regelt das Washingtoner Artenschutzübereinkommen (CITES) den internationalen Handel mit gefährdeten Arten freilebender Tiere und Pflanzen und ihrer Produkte. Bei der 15. Tagung der Konferenz der Unterzeichnerstaaten (CoP15) in Doha, Katar, vom 13.–25. März 2010, konnten sich die Teilnehmer weder auf ein kurzzeitiges Verbot des Handels mit Blauflossen-Thunfischen zur Erholung der Bestände noch auf ein Handelsverbot mit Eisbärfellen oder den Schutz verschiedener Haiarten wie Hammerhaie und Dornhai einigen, von denen einige Produkte unter den Bezeichnungen Schillerlocke, Kalbsfisch, Seeaal oder Seestör auch in Europa im Handel sind. Hingegen wurde das Handelsverbot für Elfenbein verlängert.
Die EU wollte seit den ersten Jahren des Jahrtausends eigentlich schon bis 2010 das Ziel erreichen, dass in Europa keine Tier- und Pflanzenarten mehr aussterben sollen. Am 15. März 2010 verschoben die EU-Umweltminister dieses Ziel auf 2020 und starteten eine Biodiversitätskampagne. Durch die Intensivierung der Landwirtschaft – beschleunigt durch die Förderungen des EEG – ist der Flächendruck in Teilen Deutschlands sehr groß geworden, so dass jede Fläche sehr intensiv genutzt wird.
2020 zeigten Forschende anhand von groben Modellen, wie die UN-Nachhaltigkeitsziele zur Artenvielfalt erreicht werden können, während eine Ernährung der Weltbevölkerung gewährleistet wird: Trends könnten bis 2050 durch eine integrative Strategie und sofort beginnende „Anstrengungen, die mit der umfassenderen Nachhaltigkeitsagenda konsistent sind, aber von beispielloser Ambition und Koordination sind“ – etwa durch nachhaltige Effizienz-Verbesserungen in der Landwirtschaft und mehr Pflanzen-basierter Ernährung – zum Positiven gewendet werden.

## 2010: „Internationales Jahr der Biodiversität“
Die Generalversammlung der Vereinten Nationen (UN) hat im Dezember 2006 beschlossen, das Jahr 2010 zum International Year of Biodiversity zu erklären. Sie tat dies aus Besorgnis über die sozialen, ökonomischen, ökologischen und kulturellen Konsequenzen des Biodiversitätsverlustes und mit der Hoffnung, dass die Staaten und anderen Akteure diese Gelegenheit nutzen würden, um das Bewusstsein für die Wichtigkeit der Biodiversität zu stärken und lokale, regionale und internationale Aktionen durchzuführen. Koordiniert werden die Aktivitäten vom Sekretariat der Biodiversitätskonvention in Montreal, Kanada.

## „UN-Dekade Biologische Vielfalt 2011–2020“
Die UN-Dekade Biologische Vielfalt 2011–2020 ist eine nachdrückliche Initiative der Vereinten Nationen zum weltweiten Erhalt der biologischen Vielfalt: in einer Erklärung wurden alle Staaten aufgerufen, im Zeitraum der Dekade zusätzliche Aktivitäten zugunsten der Biodiversität und damit zur Umsetzung der CBD-Ziele zu leisten.